# David Kuino
David Kiplagat Kuino (1975) is een Keniaanse langeafstandsloper, die gespecialiseerd is in de marathon.
Kuino won de marathon van Bonn in 2007 in een tijd van 2:14.05. Op de marathon van Lahore werd hij tweede in 2:15.29.

## Palmares

### Marathon
- 2004:  Marathon van Dubai - 2:14.11
- 2004:  Marathon van Beiroet - 2:18.00
- 2007:  Marathon van Lahore - 2:15.29
- 2007:  Marathon van Bonn - 2:14.05
- 2007:  Marathon van Beyrouth - 2:21.51